# 財團法人全國認證基金會
財團法人全國認證基金會是位於臺灣新北市淡水區的組織，提供符合國際標準的第三方認證服務，2003年9月17日將經濟部標準檢驗局中華民國實驗室認證體系（CNLA）及經濟部中華民國認證委員會（CNAB）兩者業務合併並成立。

## 外部連結
- 官方網站